# أبريل إريكسون جاكسون
وُلدت أبريل إريكسون جاكسون في 1 أبريل 1963، وهي مهندسة فضاء أمريكية. أبريل إريكسون هي أول أمريكية من أصل أفريقي تتحصل على درجة الدكتوراه في الهندسة الميكانيكية من جامعة هوارد، وهي أول أمريكية من أصل أفريقي تتحصل على درجة الدكتوراه في الهندسة من مركز غودارد لرحلات الفضاء في الإدارة الوظنية للملاحة الجوية والفضاء (ناسا).

## النشأة
ترعرعت أبريل إريكسون في بيوت روزفلت الخاصة ببيدفورد ستويفيسانت في باحة ديكالب. كانت أبريل فتاة ذكية وموهوبة. ارتادت أبريل قسم ميدوود من بروكلين ومدرسة مارين بارك جونيور الثانوية. قالت أبريل أنها لاحظت قابليتها للرياضيات والعلوم لأول مرة أثناء المدرسة الثانوية حيث كانت الطالبة السوداء الوحيدة في برنامج التقدم الخاص.
اجتازت أبريل اختبارات كل المدارس التقنية الثانوية في نيويورك: مدرسة برونكس للعلوم ومدرسة ستويفيسانت وبروكلين التقنية. ولكن بدلا من ارتياد هاتين المدرستين، انتقلت للعيش مع جديها في كامبيردج حيث ارتادت مدرسة كامبريدج ويستون. في المدرسة الثانوية، لعبت كرة السلة وسوفت بول وأجادت في الرياضات والرياضيات والعلوم.

## التعليم
تحصلت إريكسون على درجة البكالوريوس في الهندسة الجوية/الفضائية من معهد ماساتشوستس للتكنولوجيا (MIT). أثناء سنوات دراستها في معهد ماساتشوستس، شاركت في العديد من المشاريع التي استهدفت رحلات البشر في الفضاء، بما في ذلك معمل الفيزياء التطبيقية حيث ساعدت في تطوير الجيروسكوب الليزري بألياف الفايبر الضوئية. كانت أبريل نشطة أيضا في معمل أنظمة الفضاء حيث ساعدت في تكوين قاعدة بيانات لنشاطات EVA الطفولية التي كانت تقام في مركز جونسون للفضاء بناسا، وأنظمة مهمة المريخ البشرية حيث كانت متخصصة في المركبات بين الكواكب.
أنتجت هذه المشاريع رغبة قوية للمشاركة في مهمات الفضاء البشرية.
أكملت إريكسون بعد ذلك تعليمها في جامعة هوارد حيث تحصلت على درجة الماجستير في الهندسة. أكملت أبريل في جامعة هوارد حيث أصبحت أول امرأة تتحصل على درجة الدكتوراه في الهندسة الميكانيكية. كان هدف بحث الدكتوراه الخاص بها هو تطوير طرق تصميم عملي يمكن استخدامه بالتوازي مع أجهزة تحكم رقمية لاستخدامها في أنظمة هياكل الفضاء العملاقة في مداراتها مثل محطة الفضاء الدولية.

## العمل
قضت إريكسون معظم حياتها المهنية في الهندسة في مركز غودارد لرحلات الفضاء بناسا، قضته في مساعدة ناسا في تطوير وتحسين الفهم العالمي للعلاقة بين الأرض والشمس، والأرض، وعلوم الفضاء. بدأت حياتها المهنية في ناسا كمهندسة فضائية في مجموعة الروبوتات، وبكن بعد فترة وجيزة انتقلت إلى قسم التوجيه والتحكم.
استُخدمت مهارة إريكسون للتحكم في انحناء واتجاه سفينة الفضاء في معظم فترات المهمة. باستخدام الكمبيوتر، حسبت إريكسون وحاكت الاهتزازات الهيكلية ومخططات الاندفاع والمعوقات البيئية. في 2006، تعاونت في مقترح «فريق المريخ» وهو نموذج مقترح لمهمة العودة من المريخ، حيث خدمت كمديرة في تجربة مجمّع الغبار والتي اقترحت تعقيم وتعبئة ذرات الغبار العالقة من الغلاف الجوي السفلي للمريخ من أجل نقله إلى الأرض.
من 2007 إلى 2008، خدمت إريكسون كمهندسة آلات إذ ساعدت في تطوير أداتي طيران هما ماسورة الأنشوطة الحرارية كتكنولوجيا في طور التطوير، وليزر مقياس ارتفاع المدار القمري في العربة المدارية القمرية في أثناء فترات تحللها واختبارها. أُطلق ليزر مقياس ارتفاع المدار القمري بنجاح في 18 يونيو 2009.
كانت إريكسون مسؤولة عن موازنة 30 مليون دولار مخصصة لجهاز ثلاثي التلسكوبات يتكون من موجة قابلة للانثناء وثلاثة كواشف تقيس قطبية الأشعة السينية.
خدمت إريكسون أيضا كأستاذة جامعية ملحقة في جامعة هوارد وجامعة ولاية بووي حيث كانت تدرّس مساقات في الهندسة الميكانيكية والرياضيات. تدرس إريكسون أيضا نظرية الفضاء للطلاب في مدرسة شارتر العامة للرياضيات والعلوم.

## الجوائز
اعترف المجلس التقني الوطني بأبريل إريكسون بكونها ضمن أول خمسين امرأة من الأقليات في العلوم والهندسة. تحصلت إريكسون على جائزة الشرف من غودارد بناسا للتفوق في الامتداد (الفردي) وعلى جائزة مركز التفوق في مشروع TRMM (مجموعات). انتُخبت أبريل إريكسون في مجلس الموثوقين في جامعة هوارد في سبتمبر 2004.
في فبراير 2010، تحصلت إريكسون على جائزة رواد العلوم من مؤتمر المهندسين السود السنوي، وفي مايو 2011 تحصلت على ميدالية الرؤساء من جامعة يورك. إريكسون هي عضوة في مجلس متحدثي ناسا وفي مجموعة نساء ناسا.